# Sint-Catharinakerk (Stabroek)

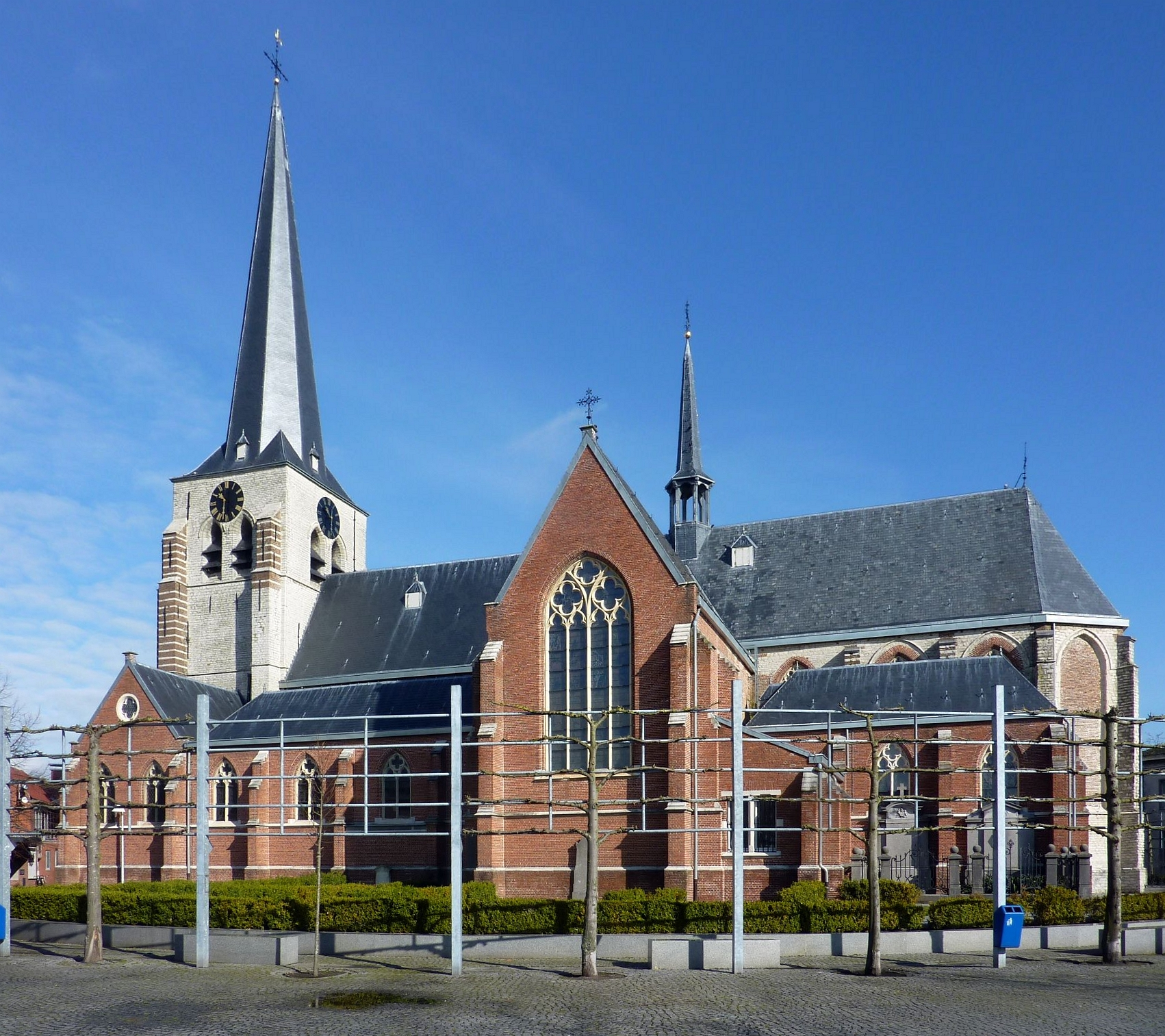
Sint-Catharinakerk

De Sint-Catharinakerk is de parochiekerk van de Antwerpse plaats Stabroek, gelegen aan de Kerkendam.

## Geschiedenis
Na de verwoesting van de oude dorpskern in 1283, waar sinds 1253 een kapel stond, werd een nieuwe dorpskern gesticht. Er werd een kerkgebouw opgericht, dat midden 14e eeuw door een nieuwe kerk werd vervangen. Deze kerk werd 1483-1484 vergroot, waarbij ook een transept werd gebouwd. In 1586 werd de kerk, tijdens de godsdiensttwisten, door brand verwoest. De muren van het koor stonden nog overeind, en daar werd in 1595 een noodkerkje ingericht.
In 1613-1614 werd het transept herbouwd. Kort na 1622 (einde Twaalfjarig Bestand) werd de kerk tot een fort verbouwd, compleet met grachten en wallen. Het koor en de westzijde van de kerk werden zwaar beschadigd in de strijd. In 1643 brandde de kerk af, enkel de toren bleef gespaard. In 1655 werden de versterkingen gedeeltelijk afgebroken. Kerk en toren waren in 1668 geheel hersteld.
In 1875-1876 werd de kerk, naar ontwerp van Eugeen Gife, verbreed met neogotische zijbeuken en een transept.

## Gebouw
Het betreft een georiënteerd vijfbeukig kerkgebouw. De ingebouwde westtoren is van de 14e of 15e eeuw. Het driezijdig afgesloten koor is 17e-eeuws. In de kerk vindt men de grafkelder van de familie Moretus. Boven de ingang hangt een 17e-eeuws Christusbeeld.

## Interieur
De kerk bezit schilderijen zoals het Mystiek huwelijk van de Heilige Catharina door Jacob De Roore (1720). Er zijn 17e-eeuwse gepolychromeerd houten beelden van de heiligen Ambrosius, Antonius en Rochus. Uit de 18e eeuw is een beeld van Sint-Barbara.
Het hoofdaltaar is een barok portiekaltaar (1651) en ook de zijaltaren zijn 17e-eeuws. De lambrisering is van 1689. De preekstoel, van omstreeks 1700, is afkomstig uit het Falcontinnenklooster te Antwerpen. De biechtstoelen zijn van de 1e helft van de 18e eeuw. Het orgel is van 1697 en werd vervaardigd door Jean-Baptiste Forceville.